# Morganton (Carolina del Nord)
Morganton és una població dels Estats Units i seu del comtat de Burke a l'estat de Carolina del Nord. Segons el cens del 2000 tenia 17.310 habitants.

## Demografia
Segons el cens del 2000, Morganton tenia 17.310 habitants, 6.829 habitatges i 4.117 famílies. La densitat de població era de 368 habitants per km².
Dels 6.829 habitatges en un 26,8% hi vivien nens de menys de 18 anys, en un 43,1% hi vivien parelles casades, en un 12,9% dones solteres, i en un 39,7% no eren unitats familiars. En el 34,5% dels habitatges hi vivien persones soles el 14,4% de les quals corresponia a persones de 65 anys o més que vivien soles. El nombre mitjà de persones vivint en cada habitatge era de 2,31 i el nombre mitjà de persones que vivien en cada família era de 2,92.
Per edats la població es repartia de la següent manera: un 21,1% tenia menys de 18 anys, un 8,5% entre 18 i 24, un 29,3% entre 25 i 44, un 22,5% de 45 a 60 i un 18,5% 65 anys o més.
L'edat mediana era de 39 anys. Per cada 100 dones de 18 o més anys hi havia 92 homes.
La renda mediana per habitatge era de 34.678 $ i la renda mediana per família de 42.687 $. Els homes tenien una renda mediana de 29.118 $ mentre que les dones 24.723 $. La renda per capita de la població era de 20.906 $. Entorn del 9,7% de les famílies i el 13,6% de la població estaven per davall del llindar de pobresa.

## Poblacions més properes
El següent diagrama mostra les poblacions més properes.